# Luis González-Carvajal
Luis González-Carvajal Santabárbara (Madrid, 1947), ingeniero, sacerdote y teólogo español. Es considerado uno de los autores cristianos más leídos actualmente en lengua castellana

## Biografía
Estudió en el Colegio Menesiano de Madrid. En 1969, finalizada su carrera de Ingeniero Superior de Minas, ingresó en el Seminario Conciliar de Madrid ordenándose sacerdote en 1974 e incardinándose en la archidiócesis madrileña. Es doctor en Teología por la Universidad Pontificia de Salamanca.
Fue coadjutor primero y párroco después de diversas parroquias de Madrid. También ha sido profesor de la Escuela Universitaria de Magisterio ESCUNI, de Madrid y secretario general de Cáritas Española. Desde 1982 ha sido profesor de Teología Moral, primero en el Centro de Estudios Teológicos «San Dámaso», después en el Instituto Superior de Pastoral de Madrid y, por último en la Facultad de Teología de la Universidad Pontificia Comillas, campus de Madrid, donde ha sido Profesor Propio Ordinario (el equivalente a catedrático en otras universidades), director del Departamento de Teología Moral y director de la colección «Teología Comillas».
Tras su jubilación en la Universidad (septiembre de 2012) ha estado trabajando seis años en la parroquia Nuestra Señora del Pilar, de Madrid, y actualmente es capellán del Monasterio Santo Domingo el Real, también en Madrid, aunque sigue escribiendo y dando conferencias.